# Edinburgh Fringe

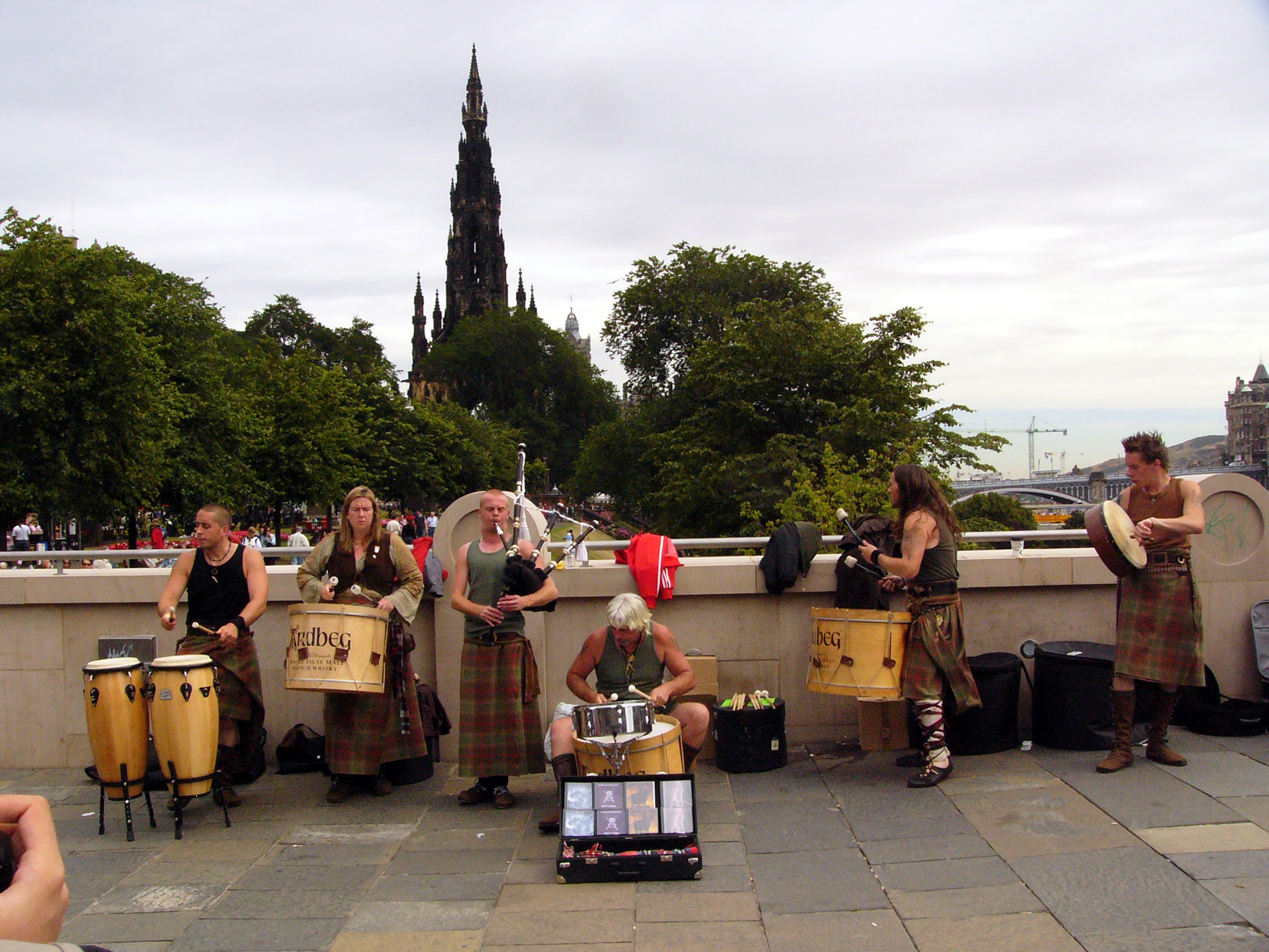
Straattheater

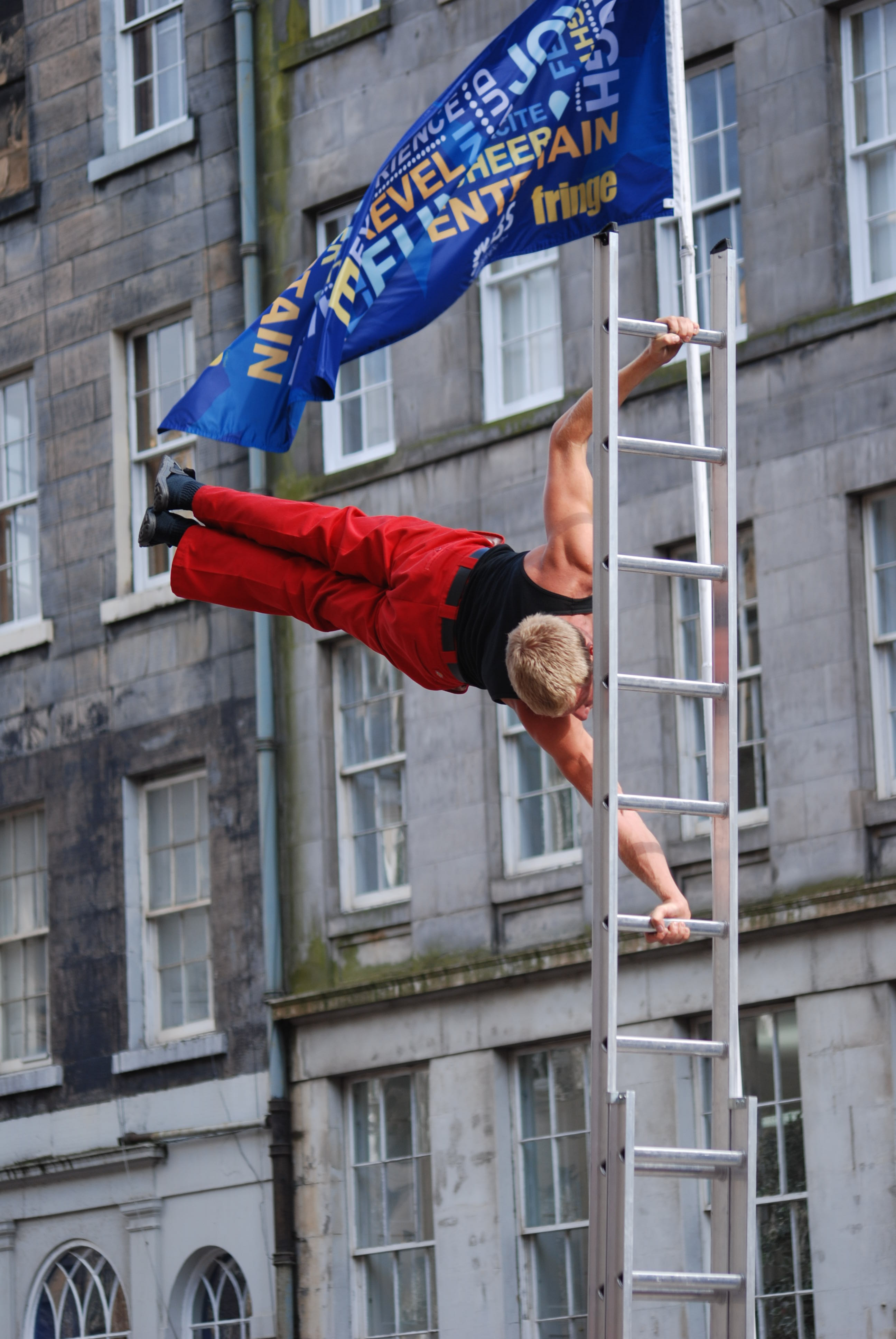
Fysiek theater

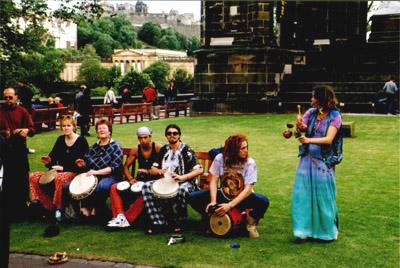
Typische Fringescène

De Edinburgh Fringe (officieel de Edinburgh Festival Fringe of kortweg The Fringe) is het grootste kunstfestival ter wereld: 53.232 voorstellingen van 3.398 shows op 300 locaties en 2,7 miljoen verkochte kaartjes in 2017. The Fringe is ontstaan als een alternatief voor het Edinburgh International Festival en vindt jaarlijks, gedurende ruim drie weken in augustus, plaats in de Schotse hoofdstad, naast een zestiental andere kunst- en cultuurfestivals, gezamenlijk bekend als het Edinburgh Festival.
De Fringe trekt voornamelijk podiumkunsten aan, vooral drama en komedie (60%), daarnaast zijn muziek, musicals en opera belangrijk (22%). Verder zijn er dans, mime en acrobaten (vaak als straattheater), kindertheater en tentoonstellingen.
De dramavoorstellingen strekken zich uit van de oude Grieken via Shakespeare en Samuel Beckett tot avant-gardistisch toneel. Toch is er geen selectiecomité of jury die ergens toestemming voor moet geven, elk optreden is dus mogelijk. De Fringe staat er daardoor om bekend een proeftuin te zijn voor experimenteel werk, dat op een formeler festival geen kans maakt. De organisatie, in handen van de Festival Fringe Society, beperkt zich niet alleen tot het publiceren van het programmaboekje en de verkoop van kaartjes maar begeleidt en adviseert ook de artiesten.

## Geschiedenis
Het verhaal van de Fringe begint in 1947 toen acht theatergroepen voor zichzelf begonnen bij de start van het officiële Edinburgh International Festival. Zij wilden profiteren van het grote publiek dat dit festival zou trekken voor hun eigen meer alternatieve theater. Het kreeg in het volgende jaar zijn naam nadat de Schotse toneelschrijver en journalist Robert Kemp tijdens het tweede festival schreef: "Langs de rand (= fringe) van het officiële festival schijnt er meer particulier initiatief te zijn dan voorheen ... Ik vrees dat sommige van ons 's avonds niet meer naar huis gaan!"
Aanvankelijk opereerden de groepen geheel langs elkaar heen. Het eerste teken van samenwerking verscheen in 1951 toen studenten van de Universiteit van Edinburgh een inloopcentrum openden. Dit centrum werd populair onder veel Fringeartiesten omdat het een goedkope maaltijd en een bed voor de nacht bood.
In 1954 hielden de Fringegroepen hun eerste vergadering om over samenwerking te praten. "We snijden elkaar de keel af", aldus een van de deelnemende groepen. Het waren aspecten die niets met de optredens van doen hadden, zoals de logistiek, die problemen opleverden. Het jaar erna zetten de studenten een centraal boekingskantoor en een café op in een deel van een oud universiteitsgebouw.
In 1959 begon de organisatie vorm te krijgen met de stichting van de "Festival Fringe Society". In het festival van dat jaar opende de Society voor het eerst de deuren van de Fringeclub, een boekingskantoor en een informatiekantoor, in het gebouw van de YMCA. Het toenemend succes begon de organisatie op te breken. De Universiteit klaagde over telefonische onbereikbaarheid in de aanloop naar het festival door alle Fringetelefoontjes. Deze en andere problemen begonnen de vrijwilligers boven het hoofd te groeien. In 1969 werd de Society omgevormd tot een naamloze vennootschap en in 1971 werd de eerste directeur aangesteld.
In de loop der jaren groeide het aantal groepen tot 494 in 1981 met een evenredige groei van het aantal locaties. Hierdoor begon men de Fringe te zien als Het Festival, niet in de laatste plaats door de propaganda in de media van de pleitbezorgers van de Fringe.
Beter laat dan nooit stapte de Fringe in 1992 de 20e eeuw in toen het elektronische boekingssystemen ontdekte. Daarna gingen de vorderingen snel en in 2000 was de Fringe de eerste organisatie ter wereld die online in realtime kaartjes verkocht.
In april 2020 werd besloten het festival van dat jaar af te gelasten in verband met de COVID-19-pandemie. Vanwege de aanhoudende COVID-19-pandemie werd in 2021 een beperkt festival gehouden met 8452 voorstellingen van 1052 shows, gedeeltelijk online en gedeeltelijk op locatie. In 2022 telde het festival, grotendeels weer op locatie, 3.334 verschillende shows en 2,2 miljoen verkochte kaartjes.

## Het Fringe-erfgoed
Het idee van de Fringe is overal ter wereld gekopieerd, zo wordt in Nederland jaarlijks het Amsterdam Fringe Festival gehouden. De grootste en meest gevierde van deze festivals zijn het Adelaide Fringe Festival en het Edmonton International Fringe Festival. Het aantal van zulke evenementen groeit gestaag met name in de VS en Canada.
Op het terrein van drama heeft de Fringe de première gehad van verscheidene belangrijke stukken. De meest opmerkelijke zijn Rosencrantz and Guildenstern Are Dead van Tom Stoppard (1966) en Moscow Stations (1994) met Tom Courtenay. Door de jaren heen heeft de Fringe vooraanstaande gezelschappen weten aan te trekken, waaronder de London Club Theatre Group in de jaren vijftig, 7:84 en de National Student Theatre Company in de jaren zeventig, Communicado in de jaren tachtig/negentig, Red Shift en Grid Iron in de jaren negentig. De Fringe biedt ook onderdak aan de American High School Theatre Festival.
Op het comedyvlak heeft de Fringe een platform geboden aan het aanstormend talent dat zo zijn eerste bekendheid kreeg. In de jaren zestig traden verschillende leden van het latere Monty Pythonteam op, gevolgd door de Cambridge Footlights met Hugh Laurie, Stephen Fry, Tony Slattery, Emma Thompson, Paul Shearer, de Reduced Shakespeare Company, Steve Coogan, Jenny Eclair, The League of Gentlemen, Al Murray en Rich Hall.
De Ashton Brothers speelden op de Fringe in 2005. De Amsterdam Underground Comedy Collective trad in 2007 op met onder anderen Raoul Heertje, Marc-Marie Huijbregts, Theo Maassen en Hans Teeuwen. Voor de laatste was dit de opmaat voor een succesvol solo-optreden in het Sohotheater in Londen. BRONKS speelde op The Fringe in 2016, met de voorstelling Us/Them van Carly Wijs en gooide er hoge ogen (o.m. een vijfsterrenrecensie in The Guardian), wat resulteerde in wereldwijde aandacht en voorstellingen in onder meer Londen, Montreal en Kaapstad. Theatergroep de Wëreldbänd kreeg in 2017 de Spirit of the Fringe Award voor hun voorstelling Släpstick.

## Prijzen
- De krant The Scotsman introduceerde in 1972 de eerste Fringeprijzen. Op het terrein van drama wordt de prestigieuze The Scotsman Fringe First Award gegeven aan nieuw werk (of nieuwe vertaling). Voor elke week van de Fringe worden er vijf gegeven.
- De Edinburgh Comedy Awards, tot 2005 bekend onder de naam Perrier comedy awards, werden in 1981 ingesteld voor de beste comedydebutanten.
- Herald Angels worden door de critici van The Herald toegekend aan kunstenaars of voorstellingen die erkenning verdienen. Net als bij bovenstaande Fringe First worden ze wekelijks uitgereikt.
- Het weekblad The Stage reikt sinds 1995 de Stage Awards for Acting Excellence uit. Er zijn nu vier categorieën: beste acteur, beste actrice, beste ensemble en beste soloshow.